# Yvon Mvogo
Yvon Mvogo (ur. 6 czerwca 1994 w Jaunde) – szwajcarski piłkarz pochodzenia kameruńskiego, grający na pozycji bramkarza we francuskim klubie FC Lorient oraz w reprezentacji Szwajcarii.

## Życiorys

### Kariera klubowa
W czasach juniorskich trenował we Fribourg-AFF oraz BSC Young Boys. Następnie był członkiem kadry do lat 21 tego ostatniego. W sezonie 2013/2014 dołączył do pierwszego zespołu. W rozgrywkach Swiss Super League zadebiutował 8 grudnia 2013 w przegranym 0:1 meczu z FC Thun. W sumie w sezonie 2013/2014 zagrał w 20 meczach ligowych. Od sezonu 2014/2015 był pierwszym bramkarzem klubu z Berna. Świadczy o tym fakt, że rozegrał kolejno 35, 34 oraz 35 meczów w najwyższej lidze szwajcarskiej. 1 lipca 2017 został piłkarzem niemieckiego RB Leipzig. Kwota transferu wyniosła mniej więcej 5 milionów euro. Jego pierwszym meczem w Bundeslidze w barwach klubu z Lipska było przegrane 0:1 spotkanie z FC Augsburg, które zostało rozegrane 19 września 2017. 25 sierpnia 2020 został wypożyczony do holenderskiego PSV Eindhoven. W 2022 został zawodnikiem FC Lorient.

### Kariera reprezentacyjna
Reprezentował szwajcarskie kadry do lat 15, do lat 16, do lat 17, do lat 18, do lat 19 oraz do lat 21. W seniorskiej reprezentacji kraju zadebiutował 15 października 2018 w wygranym 2:1 meczu z Islandią.

## Statystyki kariery
(aktualne na dzień 27 października 2017)
| Klub           | Sezon     | Liga       | Liga               | Liga  | Liga | Puchar krajowy | Puchar krajowy | Rozgrywki europejskie | Rozgrywki europejskie | W sumie | W sumie |
| Klub           | Sezon     | Liga       | Liga               | Mecze | Gole | Mecze          | Gole           | Mecze                 | Gole                  | Mecze   | Gole    |
| -------------- | --------- | ---------- | ------------------ | ----- | ---- | -------------- | -------------- | --------------------- | --------------------- | ------- | ------- |
| BSC Young Boys | 2013/2014 | Szwajcaria | Swiss Super League | 20    | 0    | 1              | 0              | –                     | –                     | 21      | 0       |
| BSC Young Boys | 2014/2015 | Szwajcaria | Swiss Super League | 35    | 0    | 0              | 0              | 11                    | 0                     | 46      | 0       |
| BSC Young Boys | 2015/2016 | Szwajcaria | Swiss Super League | 34    | 0    | 2              | 0              | 4                     | 0                     | 40      | 0       |
| BSC Young Boys | 2016/2017 | Szwajcaria | Swiss Super League | 35    | 0    | 2              | 0              | 10                    | 0                     | 47      | 0       |
| RB Leipzig     | 2017/2018 | Niemcy     | Bundesliga         | 1     | 0    | 0              | 0              | 0                     | 0                     | 1       | 0       |
| W sumie        | W sumie   | W sumie    | W sumie            | 125   | 0    | 5              | 0              | 25                    | 0                     | 155     | 0       |